# 1842 en droit
Cet article présente les faits marquants de l'année 1842 en droit.

## Événements
- Loi sur les « paysans obligés » en Russie : contrat entre paysans et propriétaires.
- Loi instaurant l'impôt sur le revenu au Royaume-Uni (income tax).

### Avril
- 27 avril : nouveau statut du Conseil d’État en Russie, dont les pouvoirs diminuent encore.

### Juin
- 11 juin, France : loi relative aux chemins de fer.

### Août
- 10 août : une loi, proposée par Lord Ashley, interdit le travail des femmes et des enfants de moins de dix ans dans les mines du Royaume-Uni.
- 30 août, France : loi fixant l’organisation de la régence.